# Szenborn
Szenborn (ukr. Шенборн) – wieś na Ukrainie w rejonie mukaczewskim obwodu zakarpackiego.